# Třída Currituck
Třída Currituck byla třída nosičů hydroplánů Námořnictva Spojených států amerických. Celkem byly postaveny čtyři jednotky, které byly ve službě v letech 1943–1986. Plavidla se mimo jiné účastnila druhé světové války a vietnamské války.

## Stavba
Těžké nosiče hydroplánů této třídy byly určeny ke službě v rozsáhlých prostorách Pacifiku. Konstrukčně vycházely z předcházející třídy Curtiss. Původně plánována stavba sedmi jednotek byla roku 1944 přehodnocena na čtyři, neboť bylo patrné, že by se všechny nepodařilo dokončit do konce války.
Jednotky třídy Currituck:
| Jméno                              | Spuštěna na vodu | Vstup do služby    | Status |
| ---------------------------------- | ---------------- | ------------------ | --- |
| USS Currituck (AV-7)               | 1943             | 26. června 1944    | Vyřazena 7. srpna 1947, reaktivována 1. srpna 1951, vyřazena 12. února 1958, reaktivována 20. srpna 1960, vyřazena 31. října 1967, sešrotována. |
| USS Norton Sound (AVM-1, ex AV-11) | 1943             | 8. ledna 1945      | Od roku 1951 sloužila k testům řízených střel. Vyřazena 10. srpna 1959, reaktivována 20. června 1960, vyřazena 11. prosince 1986, sešrotována.  |
| USS Pine Island (AV-12)            | 1944             | 26. dubna 1945     | Vyřazena 1. května 1951, reaktivována 7. října 1950, vyřazena 16. června 1967, sešrotována.                                                     |
| USS Salisbury Sound (AV-13)        | 1944             | 26. listopadu 1945 | Původně rozestavěna jako Puget Sound, přejmenována během stavby. Vyřazena 31. března 1967.                                                      |

## Konstrukce

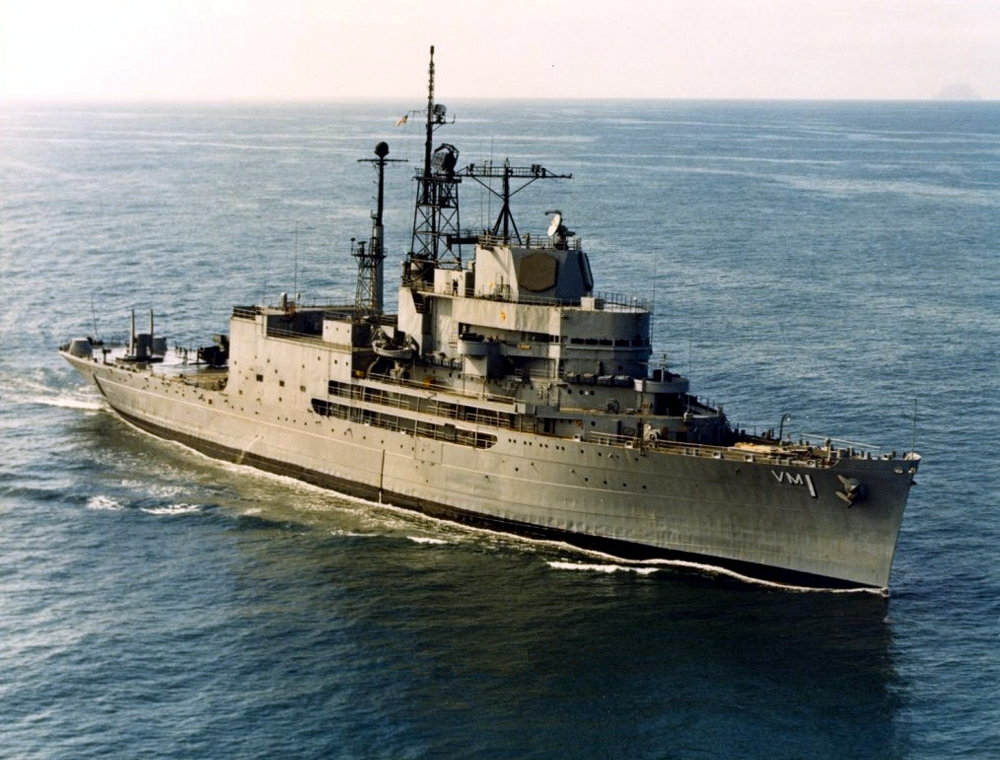
Norton Sound během zkoušek systému Aegis

Výzbroj po dokončení tvořily čtyři 127 mm kanóny v jednohlavňových věžích umístěných na přídi a na střeše hangáru. Sekundární výzbrojí bylo osm 28 mm kanónů a dva 12,7 mm kulomety. Později byla výzbroj různě modifikována. Pohonný systém tvořily čtyři kotle Babcock and Wilcox a dvě parní turbíny Parsons, které dodávaly dvěma lodním šroubům celkový výkon 20 000 koní (8,95 MW). Nejvyšší rychlost dosahovala 14 uzlů.

## Operační služba
Plavidla se mimo jiné účastnila druhé světové války a vietnamské války. USS Norton Sound později sloužil k testům nových zbraňových systémů, například řízených střel RIM-2 Terrier, RIM-66 Standard, AIM-7 Sparrow, vertikálního odpalovacího zařízení MK 41 a pokročilého zbraňového systému Aegis.